# Seznam iranskih zgodovinarjev
Seznam iranskih zgodovinarjev.

## A
- Aufi, Muhammad

## G
- Gardizi, Abu Saeed

## H
- Hamadani, Rashid al-Din
- Hamdollah Mostowfi

## J
- Juvayni

## K
- Ahmad Kasravi

## M
- Abbas Milani

## T
- Tabari